# Andrés Miranda Hernández
Andrés Agustín Miranda Hernández (Santa Cruz de Tenerife, 14 de noviembre de 1934 - Santa Cruz de tenerife, 1 de marzo de 2024) fue un político y farmacéutico español. 

## Biografía
En 1971, Andrés Miranda, que ocupaba en Madrid el cargo de director general de farmacia y además era procurador en Cortes, fue designado presidente del Cabildo de Tenerife. Anteriormente había sido concejal del Ayuntamiento de Santa Cruz, entre 1967 y 1970. Se mantuvo como presidente del Cabildo desde abril de 1971 hasta enero de 1974. En 1982 se incorporó a Alianza Popular, partido que representó en el Parlamento de Canarias hasta el año 1986. En 2002 se le concedió la Medalla de Oro de Tenerife, y en 2014 se publicó un libro sobre su vida titulado: «Memorias Andrés Miranda Hernández», editado por LeCanarien ediciones.

## Reconocimientos
- Medalla de Oro de Tenerife (2002).[2]